# مقاطعة بليكينج
مقاطعة بيلكينج (بالسويدية: Blekinge län) هي إحدى مقاطعات السويد. تُشارك حدودها مع المقاطعات سكين، كرونوبيرجز، كالمار وبحر البلطيق. عاصمتها مدينة كارلسكرونا. أنها أصغر المقاطعات السويدية، مُغطية 0.7% من مساحة السويد.

## الإقليم
الإقليم التاريخي بليكينج لديه تقريبا نفس حدود الكيان الإداري الحالي، مقاطعة بليكينج.

## الإدارة
كانت مقاطعة بليكينج جزء من مقاطعة كالمار بين 1680 و1683، ويرجع ذلك بسبب تأسيس قاعدة بحرية في كارلسكرونا.
الهدف الرئيسي من المجلس الإداري للمقاطعة هو تحقيق الأهداف المنصوص عليهم في السياسة الوطنية من قبل البرلمان والحكومة، لتنسيق المصالح وتعزيز التنمية في المحافظة، على وضع أهداف إقليمية والحفاظ على الإجراءات القانونية الواجبة في معالجة كل حالة على حدة. مجلس الإداري للمقاطعة وكالة حكومية يرأسها محافظ.

## الشعار
ورثت مقاطعة بليكينج شعار النبالة من إقليم بليكينج. عندما يظهر التاج الملكي أنه يمثل المجلس الإداري للمقاطعة.

## السياسة
مجلس مقاطعة بليكينج، أو لاندستنجت بليكينج، هي بلدية مستقلة عن، ولكن تتزامن مع المجلس الإداري للمقاطعة. مسؤولياتها الرئيسية أن تكمن في الرعاية الصحية وقضايا النقل العام للمقاطعة.

## البلديات

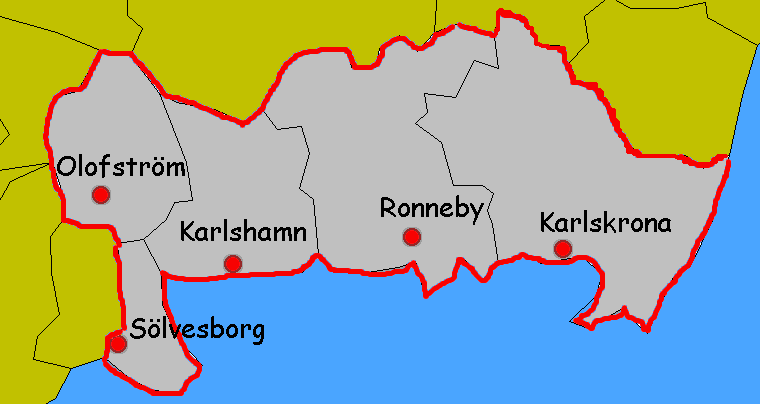

كان عدد السكان في 2009/12/31 بمقاطعة بليكينج يُعادل 152,591، 1,6 ٪ من معدل السويد.
- كارلشامن 30 918
- كارلسكرونا 63 342
- أولوفستروم 13 102
- رونيبي 28 416
- سولفسبورج 16 813

## وصلات خارجية
- Blekinge المجلس مقاطعة بليكينج الإداري
- مجلس مقاطعة بليكينج
- رابطة بليكينج الإقليمي